# David Jemmali
David Jemmali (* 13. Dezember 1974 in Toulouse) ist ein ehemaliger französisch-tunesischer Fußballspieler, der zuletzt für Grenoble Foot und für die Tunesische Fußballnationalmannschaft aktiv war. Er war Verteidiger und wurde meist auf der rechten Außenbahn eingesetzt. Jemmali ist Doppelstaatsbürger von Frankreich und Tunesien.
Sein Ziel, Spieler der französischen Fußballnationalmannschaft zu werden, scheiterte jedoch. Sein Debüt für Tunesien gab er am 1. März 2006 gegen Serbien und Montenegro. Bei der Fußball-Weltmeisterschaft 2006 in Deutschland stand Jemmali für Tunesien im Kader von Roger Lemerre. In seiner Karriere hat er zehn Länderspiele bestritten.

## Erfolge
- Französischer Meister mit Girondins Bordeaux: 1999
- Französischer Ligapokalsieger mit Girondins Bordeaux: 2007